# Luigi Pappacoda
Luigi Pappacoda (getauft 20. September 1595 in Pisciotta; † 17. Dezember 1670 in Lecce) war ein italienischer römisch-katholischer Geistlicher und Bischof von Lecce.

## Leben
Er war das erste Kind von Cesare Pappacoda, Signore di Pisciotta, und Aurelia geborene della Marra.
Pappacoda wurde Referendar an den Gerichtshöfen der Apostolischen Signatur. Am 12. Februar 1635 wurde er zum Bischof von Capaccio erwählt. Die Bischofsweihe spendete ihm am 18. Februar desselben Jahres Kardinal Francesco Maria Brancaccio; Mitkonsekratoren waren Carlo Carafa, Bischof von Aversa, und Pier Luigi Carafa, Bischof von Tricarico. Am 30. Mai 1639 wurde Luigi Pappacoda Bischof von Lecce. Am 1. Januar 1659 legte er den Grundstein für den Bau des neuen Doms.